# Championnat de Suisse féminin de football 2020-2021
Navigation
NLA+ 2019-2020 AWSL 2021-2022
L'Axa Women's Super League 2020-2021 est la 51e édition du championnat de Suisse féminin de football, opposant les huit meilleurs clubs de football féminin de Suisse, et la première sous cette appellation. Les huit équipes qui se rencontrent deux fois en match aller et retour. Le championnat précédent a été arrête le 29 février 2020 en raison de la pandémie de Covid-19.
Comme il n'y a pas eu de relégations ni promotions, ce sont les mêmes équipes qui jouent cette saison.

## Clubs participants
| \| FC Bâle GC Zurich FC Lugano FC Lucerne Servette FC Chênois BSC Young Boys FC Saint-Gall · -Staad FC Zurich \| Localisation des clubs engagés dans le championnat. |
| FC Bâle GC Zurich FC Lugano FC Lucerne Servette FC Chênois BSC Young Boys FC Saint-Gall · -Staad FC Zurich                                                           |

| Club                    | Stade                     | Entraîneur        |
| ----------------------- | ------------------------- | ----------------- |
| FC Bâle                 | Nachwuchs-Campus Basel    | Sébastien Bader   |
| Grasshopper Club Zurich | GC-Campus                 | Evelyn Zimmermann |
| FC Lugano               | Stadio comunale Cornaredo | Claudio De Marchi |
| FC Lucerne              | Allmend                   | Glenn Meier       |
| Servette FC Chênois     | Stade des Trois-Chêne     | Eric Sévérac      |
| BSC Young Boys          | Stade du Neufeld          | Charles Grütter   |
| FC Saint-Gall-Staad     | Stade de l'Espenmoos      | Marco Zwyssig     |
| FC Zurich               | Sportanlage Heerenschürli | Inka Grings       |

## Déroulement de la compétition
Les huit équipes s'affrontent chacune quatre fois dans une poule unique. Une victoire vaut 3 points, un match nul un point et une défaite zéro point. À l'issue de la compétition, les deux premières équipes sont qualifiées pour la Ligue des championnes 2021-2022, tandis que la dernière équipe affronte la troisième équipe de deuxième division dans un barrage aller-retour de promotion/relégation (les deux meilleures équipes de deuxième division sont automatiquement promues, pour atteindre à 10 équipes en 2021-2022).
Après avoir fini la saison précédente en tête du championnat à l'arrêt de la compétition, le Servette FC Chênois décroche enfin son premier titre de champion de Suisse. C'est le premier club romand à inscrire son nom au palmarès depuis le FC Sion en 1977. Le FC Lugano termine à la dernière place, mais se maintient en dominant le FC Thoune en barrages. Le FC Aarau et le FC Yverdon Féminin sont promus.

## Classement
La saison débute le 13 août 2020 et se termine le 29 mai 2021.
| Rang | Équipe                  | Pts | J  | G  | N | P  | Bp | Bc  | Diff |
| ---- | ----------------------- | --- | -- | -- | - | -- | -- | --- | ---- |
| 1    | Servette FC Chênois     | 66  | 28 | 20 | 6 | 2  | 81 | 17  | +64  |
| 2    | FC Zurich T             | 61  | 28 | 19 | 4 | 5  | 92 | 35  | +57  |
| 3    | BSC Young Boys          | 46  | 28 | 14 | 4 | 10 | 68 | 56  | +12  |
| 4    | FC Bâle                 | 41  | 28 | 11 | 8 | 9  | 60 | 50  | +10  |
| 5    | Grasshopper Club Zurich | 41  | 28 | 11 | 8 | 9  | 38 | 46  | -8   |
| 6    | FC Lucerne C            | 27  | 28 | 7  | 6 | 15 | 39 | 60  | -21  |
| 7    | FC Saint-Gall-Staad     | 26  | 28 | 7  | 5 | 16 | 47 | 58  | -11  |
| 8    | FC Lugano               | 7   | 28 | 2  | 1 | 25 | 13 | 116 | -103 |

Légende
- 2e tour de qualification de la Ligue des champions
- 1er tour de qualification de la Ligue des champions
- Barrage contre la relégation

Abréviations
T : Tenant du titre (saison 2018-2019)

C : Vainqueur de la coupe de Suisse

## Statistiques
Source

### Meilleures  buteuses
| Rang               | Joueuse          | Club                | Buts |
| ------------------ | ---------------- | ------------------- | ---- |
| Médaille d'or      | Stefanie da Eira | BSC Young Boys      | 23   |
| Médaille d'argent  | Fabienne Humm    | FC Zurich           | 19   |
| Médaille de bronze | Ardita Iseni     | FC Saint-Gall-Staad | 15   |
| Médaille de bronze | Maeva Sarrasin   | Servette FC Chênois | 15   |
| 5e                 | Léonie Fleury    | Servette FC Chênois | 14   |
| 5e                 | Marta Peiró      | Servette FC Chênois | 14   |
| 5e                 | Courtney Strode  | BSC Young Boys      | 14   |

### Meilleures passeuses
| Rang               | Joueuse         | Club                | P.d. |
| ------------------ | --------------- | ------------------- | ---- |
| Médaille d'or      | Sandy Maendly   | Servette FC Chênois | 11   |
| Médaille d'argent  | Martina Moser   | FC Zurich           | 10   |
| Médaille de bronze | Marilena Widmer | BSC Young Boys      | 9    |
| 4e                 | Vanesa Hoti     | FC Bâle             | 8    |
| 4e                 | Irina Pando     | FC Lucerne          | 8    |
| 4e                 | Nadine Riesen   | BSC Young Boys      | 8    |
| 4e                 | Rahel Sager     | FC Lucerne          | 8    |
| 4e                 | Kristina Šundov | FC Bâle             | 8    |

### Blanchissages
| Rang               | Joueuse            | Club                | Blanc. |
| ------------------ | ------------------ | ------------------- | ------ |
| Médaille d'or      | Gaëlle Thalmann    | Servette FC Chênois | 15     |
| Médaille d'argent  | Livia Peng         | FC Zurich           | 7      |
| Médaille d'argent  | Nadja Furrer       | Grasshopper Zurich  | 7      |
| Médaille de bronze | Lea van Weezenbeek | FC Lucerne          | 4      |

## Bilan de la saison
| Championnat de Suisse féminin de football 2020-2021 |                                 |
| Champion                                            | Servette FC Chênois (1er titre) |
| Dauphin                                             | FC Zurich                       |
| Coupes et trophées                                  |                                 |
| Vainqueur de la Coupe de Suisse 2020-2021           | FC Lucerne                      |
| Qualifications continentales                        |                                 |
| Ligue des champions féminine de l'UEFA 2021-2022    | Servette FC Chênois             |
| Ligue des champions féminine de l'UEFA 2021-2022    | FC Zurich                       |
| Promotions et relégations                           |                                 |
| Promus en Super League                              | FC Aarau                        |
| Promus en Super League                              | FC Yverdon féminin              |
| Relégués en Ligue nationale B                       | Aucun                           |